# Paradidactylia dionysii
Paradidactylia dionysii är en skalbaggsart som beskrevs av Clement 1958. Paradidactylia dionysii ingår i släktet Paradidactylia och familjen Aphodiidae. Inga underarter finns listade i Catalogue of Life.